# Armat (cònsol 476)
Flavi Armat (en llatí, Flavius Armatus, mort el 477), també conegut com Harmatius, va ser un comandant militar de l'Imperi Romà d'Orient, magister militum sota els emperadors Lleó I, Basilisc i Zenó, a més de cònsol romà el 476, juntament amb Basilisc, el mateix any de la caiguda de l'Imperi Romà d'Occident. Va jugar un paper decisiu en la rebel·lió de Basilisc contra Zenó i en la seva posterior caiguda.

## Origen i primers anys
Armat era nebot de Basilisc i de l'emperadriu Èlia Verina, esposa de Lleó I. Armat va tenir un fill, també anomenat Basilisc. Durant l'última part del regnat de l'emperador Lleó, Armat, com a magister militum per Thracias, va sufocar amb èxit una revolta a Tràcia, tallant les mans dels presoners tracis i enviant-los als rebels. És possible que els rebels fossin homes del cabdill ostrogot de la Tràcia Teodoric Estrabó, un comandant militar sota Lleó, que es va revoltar arran de la mort d'Aspar (471) i que el 473 es va proclamar rei dels ostrogots de Tràcia.

## Ascens de Basilisc
Armat va donar suport a la rebel·lió de Basilisc el 475, probablement guanyant també el suport de Verina, que era la sogra del deposat emperador Zenó, per als rebels. Durant el breu regnat de Basilisc, Armat va exercir una notable influència tant en l'emperador com en la seva esposa i augusta Zenònia. Va haver-hi rumors sobre una relació entre ells. Zenònia va convèncer a Basilisc perquè nomenés a Armat per al càrrec de magister militum praesentalis. Armat també va rebre el consolat del 476, juntament amb Basilisc.
Armat era una espècie de dandi, que només estava interessat en el seu propi cabell i en l'entrenament corporal, fet que feia que Teodoric Estrabó el menysprees per aquesta raó. Estrabó, per tant, estava insatisfet amb Basilisc, a qui havia ajudat en el seu aixecament contra Zenó, perquè li havia donat el títol de magister militum praesentalis, un rang tan alt com el d'Estrabó, a un home així.
Després dels honors i les riqueses rebudes pel seu oncle Basilisc, Armat es considerava el més valent dels homes, vestint-se com Aquil·les i desfilant per la seva casa prop de l'Hipòdrom. Durant el seu deambular, la gent ho cridava "Pirro", ja sigui perquè era de rostre vermellós o perquè es burlaven d'ell.

## Caiguda de Basilisc i mort d'Armat
A l'estiu del 476, Zenó es va moure d'Isàuria per a recuperar el seu tron i va subornar als generals de Basilisc, Il·los i Trocund, perquè s'unissin a ell. Basilisc va reunir a totes les tropes de Tràcia, de la ciutat de Constantinoble i fins i tot a la guàrdia del palau i, després d'unir a Armat amb un jurament de lleialtat, el va enviar a trobar-se i derrotar a Zenó. No obstant això, quan Armat va conèixer a Zenó, va ser subornat perquè s'unís a l'emperador isauri, qui li va prometre el títol de magister militum praesentalis per a tota la vida, i al seu fill, Basilisc, el títol de cèsar i el títol d'hereu de Zenó.
Després de la seva restauració, Zenó va complir les seves promeses, deixant que Armat mantingués el seu títol de magister militum praesentalis, possiblement fins i tot elevant-lo al rang de patrici, i va nomenar al seu fill Basilisc Cèsar a Nicea. El 477, no obstant això, Zenó va canviar d'opinió, segons Evagri Escolàstic per instigació de Il·los, que volia aprofitar-se de la mort d'aquest per a ascendir. Armat va ser assassinat, per ordre de Zenó, per Onulf, qui, havia estat apadrinat per Armat, ascendit a comes, i després comandant d'Il·líria; Armat fins i tot li va donar en préstec una gran quantitat de diners per a pagar un banquet. Els ciutadans de Constantinoble van celebrar la seva mort. Zenó va confiscar totes les propietats d'Armat, va deposar el seu fill Basilisc i el va ordenar sacerdot.

## Relació entre Armat i Odoacre
Una publicació recent de Stephan Krautschick ha obert l'estudi de la vida d'Armat a noves interpretacions, en particular la relació entre Armat i la família de Basilisc i Odoacre, cacic dels hèruls i més tard rei d'Itàlia. L'afirmació de Krautschick, que ha estat adoptada per estudiosos posteriors, era que Armat era germà d'Onulf i Odoacre, per la qual cosa el líder dels hèruls també era nebot de Basilisc i Elia Verina. En particular, aquesta interpretació llança llum sobre per què Armat estava tan interessat a ajudar a Onulf, i que va ser el seu propi germà qui el va matar.
El vincle entre Armat, Odoacre i Onulf és un fragment de Joan d'Antioquia, en el qual es diu que Onulf és l'assassí i germà de Armat. Abans del treball de Krautschick, i també segons altres erudits, la lectura va ser esmenada per a llegir que "Odoacre era el germà del Onulf que va matar a Armat". Aquesta esmena va fer que el fragment de Joan fos compatible amb els relats d'altres historiadors, ja que ni Joan Malales ni Malc fan cap referència al fet que Armat va ser assassinat pel seu propi germà, i no es fa referència a un parentiu de sang entre Odoacre i Basilisc.